# Suillia thaiensis
Suillia thaiensis är en tvåvingeart som beskrevs av Okadome 1985. Suillia thaiensis ingår i släktet Suillia och familjen myllflugor.
Artens utbredningsområde är Thailand. Inga underarter finns listade i Catalogue of Life.